# Mont Marcy
Pour les articles homonymes, voir Marcy.
Le mont Marcy qui culmine à 1 629 mètres d'altitude est la plus haute montagne de la chaîne des Adirondacks et le point culminant de l'État de New York. Il est situé dans la localité de Keene dans le comté d'Essex. La montagne fait partie de la région des High Peaks des Adirondacks, elle même partie intégrante de la High Peaks Wilderness Area, gérée par l'État de New York. Étant le plus haut sommet de l'État, le mont Marcy est fréquenté par de nombreux randonneurs, en grande partie durant la saison estivale. 

## Géographie
La proéminence du mont Marcy est de 1 498 mètres. Ainsi, depuis le sommet, il est possible de distinguer 43 des 45 plus hautes montagnes des Adirondacks.

Panorama à 360 degrés depuis le sommet.

## Histoire
Le mont fut ainsi baptisé par Ebenezer Emmons, en 1837, pour honorer le gouverneur de New York, William L. Marcy, qui avait encouragé une expédition chargée de l'étude du milieu naturel de la région. Le mont Marcy est parfois nommé  Tahawus — un nom indien signifiant « fendeur de nuage », bien que les Indiens, qui étaient peu nombreux dans la région, ne l'aient jamais baptisé. Cette appellation fut inventée par les colons européens.